# 月天
月天，又譯作戰達羅、戰捺羅、旃陀羅，即月天子，也稱作月宮天子、寶吉祥天子，佛教護法之一，為天界天人。婆羅門教將月神格化，稱爲蘇摩（Soma）、蘇摩提婆或蘇摩天（Soma-deva），後被佛教所吸收，大乘佛教傳說他是大勢至菩薩或月光菩薩的化身之一。在漢傳佛教中，月天也被奉為十二天，二十諸天與二十四諸天之一的護法神，而祂的神像通常被摆在寺庙的大雄殿里。形象不定，乘鵝背之上或白鵝車，手持蓮華或上有半月形之杖，主管月。

## 關連項目
- 月光菩薩
- 日天
- 明星天
- 九曜
- 蘇摩